# Stazione di Sant'Angelo dei Lombardi
La stazione di Sant'Angelo dei Lombardi è una fermata ferroviaria ubicata lungo la linea Avellino-Rocchetta Sant'Antonio. Serve il centro abitato di Sant'Angelo dei Lombardi, da cui dista circa 8 km.

## Storia
La fermata, originariamente una stazione, venne attivata insieme alla parte centrale della ferrovia da Paternopoli a Monteverde il 27 ottobre 1895. Aveva un buon traffico passeggeri, diminuito con l'avvento del trasporto su gomma.
Nel 1982 divenne una fermata impresenziata e alla fine degli anni 1990 viene soppressa per l'ormai scarso traffico. L'esercizio ferroviario sulla linea è stato sospeso il 12 dicembre 2010, e riattivato a partire dal 2016 per treni turistici. Negli anni 2020, la fermata di Sant'Angelo dei Lombardi torna ad essere occasionalmente servita dai treni storici di Fondazione FS Italiane.

## Strutture e impianti
La fermata è dotata di un binario passante dotato di marciapiede per il servizio passeggeri.
A seguito del terremoto del 1980, che sconvolse le zone dell'Irpinia, il fabbricato viaggiatori, danneggiato, venne sostituito con una struttura prefabbricata ancora oggi visibile, mentre lo scalo merci e il secondo binario furono aboliti.